# Leucorrhinia albifrons
Leucorrhinia albifrons је инсект из реда вилинских коњица (Odonata) и фамилије Libellulidae.

## Угроженост
Ова врста није угрожена, и наведена је као последња брига јер има широко распрострањење.

## Распрострањење
Врста је присутна у Аустрији, Белорусији, Естонији, Казахстану, Летонији, Литванији, Немачкој, Норвешкој, Пољској, Русији, Словачкој, Украјини, Финској, Француској, Холандији, Чешкој и Шведској.
Популација ове врсте је стабилна, судећи по доступним подацима.

## Станиште
Станиште врсте су слатководна подручја.